# 토스트
토스트(영어: toast) 또는 구운 빵은 식빵을 얇게 썰어 양쪽을 살짝 구운 것이다. 구울 때 발생하는 열은 빵을 바삭바삭하게 만들고, 버터, 갈릭, 치즈, 잼 또는 젤리를 포함하는 토핑들을 보다 안전하게 고정시킬 수 있다. 딱딱한 빵을 맛있는 빵으로 활용하기 위해서 토스트 빵을 만드는 것은 널리 알려진 방법이다.

## 어원
'바싹 말리다, 마르다, 굽다, 타다'를 뜻하는 라틴어 tórrĕo에서 유래하였다. 오늘날 쓰이고 있는 단어 'toast'는 '열에 의해 갈색으로 변하다.'라는 뜻을 가진 옛 프랑스어에서 온 것이다. '구운 빵 조각'라는 뜻으로 처음 기록된 것은 1430년이다. 빵을 굽는 기계인 토스터는 1913년에 처음으로 사용되었다.

## 빵 굽는 방법
흔히 하는 토스트 빵을 만들기 위해 빵을 굽는 방법으로 바로 이러한 용도로 개발된 작은 기계인 토스터를 이용하는 것이다. 요즘 토스터를 이용하려면, 토스터의 상단 부분에 있는 좁은 구멍에 잘라낸 빵을 넣고, 설정을 적당하게 맞춘 후(어떤 토스터들은 다른 것보다 더 복잡한 설정을 가지고 있다) 그런 다음 레버를 아래로 눌러서 내린다. 빵 굽기가 완료되면 레버가 빵과 함께 다시 올라간다. 구워진 토스트 빵이 만족스럽지 못하다면, 다시 레버를 내리면 된다. 원래는, 빵을 굽는 것은 쉽지 않다. 초창기 가정용 빵 굽는 기계 중의 하나는 한 번에 한쪽 면만 구울 수 있었다. 그래서 양면 모두 구워지게 하기 위해서 빵을 굽는 중간에 빵을 뒤집어야 했다.
빵은 석쇠에서도 구울 수 있고, 오븐의 선반에 눕혀서 구울 수도 있다. 토스터 오븐은 토스트용 빵이나 또는 작은 음식을 요리할 수 있도록 특별히 설계된 것이다. 빵은 캠프파이어나 벽난로와 같은 불꽃에 직접적으로 굽는 것이 아닌 간접적으로 구울 수 있는데, 토스트 굽는 포크는 바로 이러한 용도로 제작된 것이다. 토스트 빵은 편안한 음식, 또는 서양에서 아기가 처음 먹는 고체 음식으로 널리 알려져 있다.
토스트는 주로 평평하고 얄팍하게 자른 빵을 이용해 만드는데, 미리 잘라 놓은 빵을 시장이나 상점에서 팔기도 한다. 그리고 이런 상품에는 토스트를 만드는 데 가장 적합하다는 말이 광고문구로 흔히 들어간다.

두 개의 구멍이 있는 토스터

## 만드는 방법
빵을 굽는 동안 태우지 않도록 주의해야 한다.
토스트는 보통 버터나 마가린을 발라서 먹는다. 어떤 국가의 사람들은 마미트나 베지미트와 같은 효모 추출물을 바르기도 한다. 그 밖에도 계피와 설탕을 섞은 것을 버터를 바른 토스트 빵 위에다가 뿌려 계피 토스트를 해 먹기도 한다. 또 어떤 사람들은 한 쪽만 구워진 토스트 빵을 이용해 구워지지 않는 면 위에다가 토핑을 얹어 먹기도 한다. ‘토스트 위에 콩’그리고 ‘토스트 위에 달걀’을 올려놓아 먹는 것은 영국에서 인기있는 간편한 식사다. 토스트 빵은 샌드위치를 만드는 데 신선한 빵을 대신해서 쓰기도 한다.
토스트는 서양의 아침 식사에서 중요한 구성 요소이며, 또 설사와 같은 장에 문제가 있는 사람들을 위한 전통적인 특별하고 담백한 음식이다. (바나나, 쌀, 사과 (혹은 애플소스), 그리고 토스트 빵으로 구성된 BRAT 식사와 같이).
빵은 굽기 전에 깍뚝썰어서, 때때로 나중에 씨즈닝을 첨가하기도 한다. 이렇게 하여 만든 빵들을 크루통이라고 부르며, 거기에다가 가끔 샐러드, 수프, 그리고 다른 음식들이 추가된다.

## 같이 보기
- 프렌치 토스트
- 텍사스 토스트
- 밀크 토스트
- 치즈 토스트